# Gambro

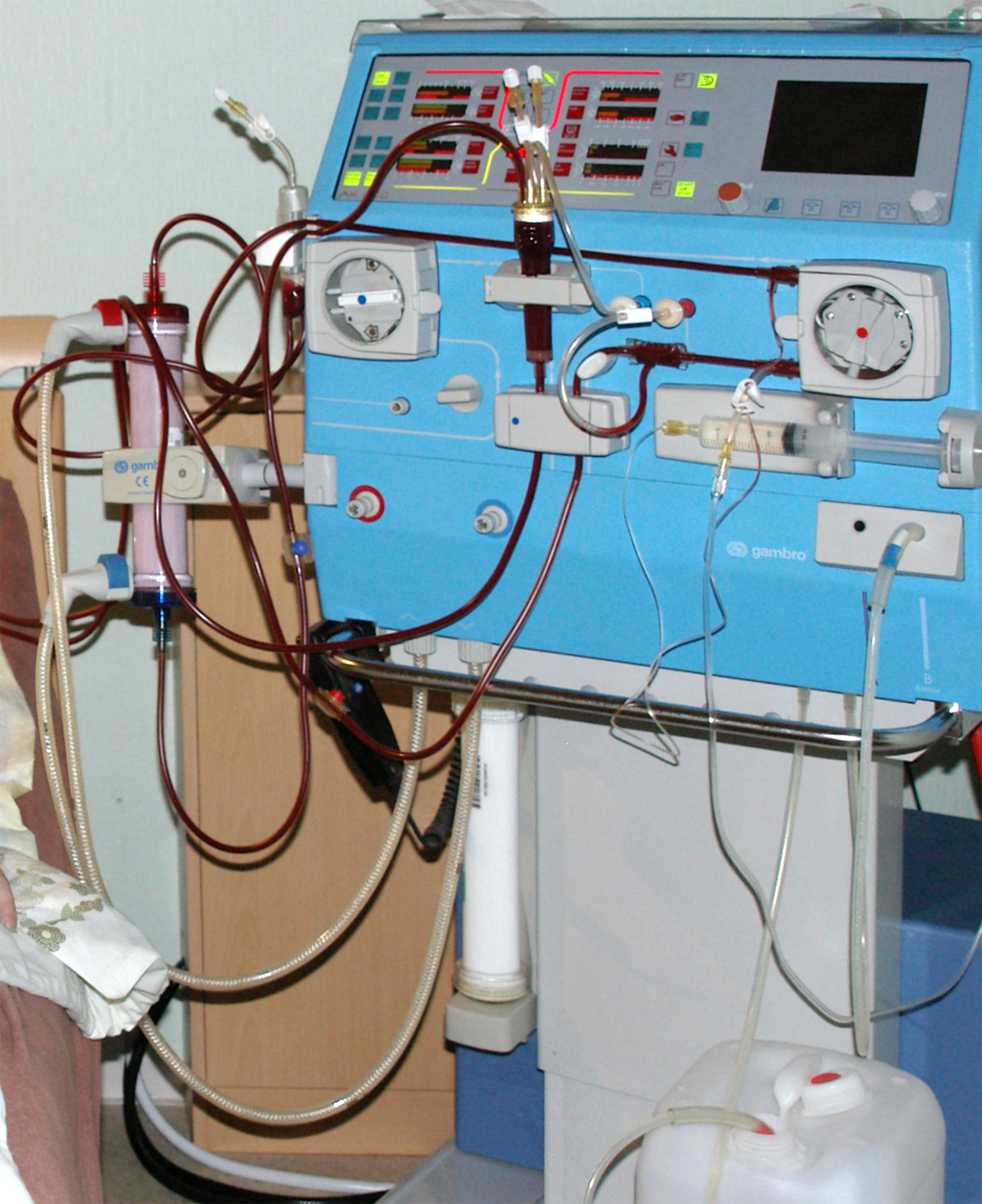
Ein Dialysegerät des Unternehmens Gambro vom Typ AK200

Gambro AB (Gamla Brogatans Sjukvårdsaffär Aktiebolag) ist ein globales Medizintechnikunternehmen auf dem Gebiet der Dialysetechnik. Gamla Brogatans Sjukvårdsaffär steht für: Firma für medizinisches Zubehör an der alten Brückenstraße. Der schwedische Konzern mit Sitz in Lund beschäftigt 7.000 Mitarbeiter und ist ein Anbieter von Produkten und Dienstleistungen im Bereich der chronischen und akuten Nierenersatztherapie (Dialyse) sowie der Leberersatztherapie.
Gambro wurde 1964 von Holger Crafoord gegründet, um das wirtschaftliche Potential der Entwicklung von Nils Alwall auszuschöpfen.
Mit seinen Produktionsstätten in elf Ländern, Verkauf in 100 sowie Vertriebsgesellschaften in mehr als 40 Ländern bietet das Unternehmen Produkte und Dienstleistungen für Patienten, Ärzte und Pflegepersonal an. Die größte Produktionsstätte des Konzerns befindet sich in Hechingen in Baden-Württemberg und ist mit 1400 Mitarbeitern größter Arbeitgeber des Ortes. Weitere deutsche Niederlassungen sind eine Produktionsstätte in Rostock und eine Vertriebsgesellschaft in Unterschleißheim bei München.
2006 wurde Gambro durch Indap AB, ein Unternehmen, an dem Investor AB und das private Beteiligungsunternehmen EQT beteiligt ist, übernommen. 2007 hat Gambro die verbliebenen Dialysezentren (Gambro Healthcare) an die Beteiligungsgesellschaft Bridgepoint verkauft, welche diese unter dem Namen Diaverum weiterführt.
Am 4. Dezember 2012 gab Baxter International die Übernahme von Gambro zu einem Kaufpreis von rund drei Mrd. Euro bekannt.
Seit Februar 2025 gehört Gambro zum neuen Konzern Vantive.
Die Abkürzung „AK“ der Gerätenamen (AK 100, AK 200 usw.) steht für artificial kidney, zu Deutsch: künstliche Niere.